# Паруццаро
Паруццаро (итал. Paruzzaro) — коммуна в Италии, располагается в регионе Пьемонт, в провинции Новара.
Население составляет 1587 человек (2008 г.), плотность населения составляет 317 чел./км². Занимает площадь 5 км². Почтовый индекс — 28040. Телефонный код — 0322.
Покровителем коммуны почитается святой Сир из Павии, празднование 9 декабря.

## Демография
Динамика населения:

## Администрация коммуны
- Официальный сайт: http://www.comune.paruzzaro.no.it/ Архивная копия от 12 июля 2010 на Wayback Machine